# Дубинский, Ренат Вячеславович
Рена́т Вячесла́вович Дуби́нский (6 мая 1979) — российский и казахстанский футболист, защитник.

## Карьера

### Клубная
Воспитанник актаусского футбола. Начинал карьеру в «Агидель», где выступал во второй лиге и в чемпионате Уфы. Далее играл в «Балтика», в черкесском «Нарт» и ставропольском «Динамо». С 2001 по 2005 год выступал за «Шинник». В 2005 году перешёл в «Урал». В 2006 году выступал за «Актобе», а в 2007 году за Балтику, после окончания которого был выставлен на трансфер.. В сентябре 2008 года вернулся в «Шинник» в качестве тренера группы начальной подготовки ребят из филиалов СДЮСШ в Заволжском и Дзержинском районах 2001 года рождения.. В 2009 году играл за любительский клуб «МАЗ-Сервис».

### Сборная
В сборной Казахстана с 2003 по 2006 год провёл 13 матчей.